# Vîselok, Vinkivți
Vîselok (în ucraineană Виселок) este un sat în comuna Iasnozirea din raionul Vinkivți, regiunea Hmelnîțkîi, Ucraina.

## Demografie
Componența lingvistică a localității Vîselok
     Ucraineană (99,39%)
     Alte limbi (0,61%)
Conform recensământului din 2001, majoritatea populației localității Vîselok era vorbitoare de ucraineană (99,39%), existând în minoritate și vorbitori de alte limbi.